# Chinnalapatti
Chinnalapatti é uma panchayat (vila) no distrito de Dindigul , no estado indiano de Tamil Nadu.

## Demografia
Segundo o censo de 2001,  Chinnalapatti  tinha uma população de 23,353 habitantes. Os indivíduos do sexo masculino constituem 50% da população e os do sexo feminino 50%. Chinnalapatti tem uma taxa de literacia de 76%, superior à média nacional de 59.5%; com literácia masculina de 84%, e a feminina em 67%. 9% da população está abaixo dos 6 anos de idade.